# Sander Heijne
Sander Heijne (1982) is een Nederlandse onderzoeksjournalist, programmamaker en historicus. Sinds 1 april 2024 is hij hoofdredacteur van Vrij Nederland.

## Jeugd en studie
Na het christelijk lyceum in Haarlem studeerde hij aan de Universiteit van Amsterdam Journalistiek, Geschiedenis en Europese studies.

## Journalist
Sander Heijne werkte van 2010 tot 2015 als (onderzoeks)journalist op de economieredactie bij de Volkskrant. In de begintijd schreef hij over sociale kwesties en de transportwereld. Het bleek hem dat de werknemers van de spoorwegen, het postbedrijf en de havens die Nederland draaiende hielden, vaak werkten voor het minimumloon. Heijne is gespecialiseerd in onderwerpen als sociale economie, transport, sporteconomie en zorg. Als verslaggever ontwikkelde hij een grote belangstelling voor het effect van bureaucratische systemen op ons alledaagse bestaan. 
Sinds 2015 is hij verbonden aan het online journalistieke platform de Correspondent.
In 2016 richtte Heijne met Jaïr Ferwerda en Jeroen Smit het online platform De Verhalenmarkt op. 
Als oprichter van het samenwerkingsverband Pop Up Press produceert Heijne sinds 2019 met anderen artikelen, fotografie, video’s en podcasts. 
In de podcast BV Nederland (voorheen Fantoomgroei) bespreekt hij met Hendrik Noten wat hen opvalt in de actualiteit.
Als gastdocent werkt hij sinds 2015 als gastdocent voor de opleiding Journalistiek & Media aan de Universiteit van Amsterdam.

## Schrijver
De boekenuitgeverij van de Correspondent publiceerde in februari 2018 zijn boek over 30 jaar marktwerking en privatisering in de publieke sector in Nederland. Onder de titel Er zijn nog 17 miljoen wachtenden voor u - Dertig jaar marktwerking in Nederland analyseerde hij de effecten van marktwerking in de zorg, het spoor, de post en kinderopvang. Het bleek hem dat de marktwerking in deze sectoren eerder duurder en bureaucratischer werd dan goedkoper en efficiënter.
In Fantoomgroei toont hij met co-auteur en beleidsadviseur Hendrik Noten aan dat werkenden sinds de tachtiger jaren niet profiteren van de economische groei. Het waren vooral bedrijven die van de economische groei in Nederland profiteerden. En dat terwijl werknemers de meeste belasting afdroegen waardoor die economische groei mogelijk werd. Vitale maatschappelijke sectoren als de zorg, het onderwijs en de politie werden sindsdien uitgehold.
Fantoomgroei was in 2021 de aanleiding tot het maken van het televisieprogramma Scheefgroei in de polder. In het programma ging hij samen met  Jeroen Pauw op zoek naar de kloof tussen arm en rijk. De uitzending vormde de aanleiding tot een debat van de Tweede Kamer met het kabinet. In het televisieprogramma Nederland is Vol, uitgezonden vanaf 11 september 2022, onderzoeken Heijne en Pauw of Nederland op verschillende vlakken de grenzen aan groei heeft bereikt.

## Erkenning
In 2011 werd Heijne genomineerd voor de journalistieke onderzoeksprijs De Loep. De nominatie in de categorie Aanmoedigingsprijs was voor het artikel ‘Een vrome Noorse broeder dokt.